# Lori de Duyvenbode
Chalcopsitta duivenbodei
Espèce
Statut de conservation UICN

 LC  : Préoccupation mineure
Statut CITES
Le lori de Duyvenbode (Chalcopsitta duivenbodei) est une espèce d'oiseaux de la famille des Psittaculidae.

## Description
Il mesure 31 cm de long pour un poids moyen de 130 g. Il est de couleur marron foncé avec des plumes orange autour du bec et sur le bord des ailes. Le bec est noir.

## Distribution et habitat
Il vit dans le Nord de la Nouvelle-Guinée. Il vit en dessous de 200m d'altitude à la limite des forêts.

## Alimentation
Il se nourrit de fruits, de graines, de bourgeons, de pollen et de nectar.

## Mode de vie
Il vit en couples ou en petits groupes. Il se rassemble en grands groupes y compris avec d'autres loris lors des repas. Il est toujours en activité.

## Reproduction
La couvée est de deux œufs ; la durée d'incubation de 24 jours.